# Skogbonaden

Skogbonaden 96352_HST.

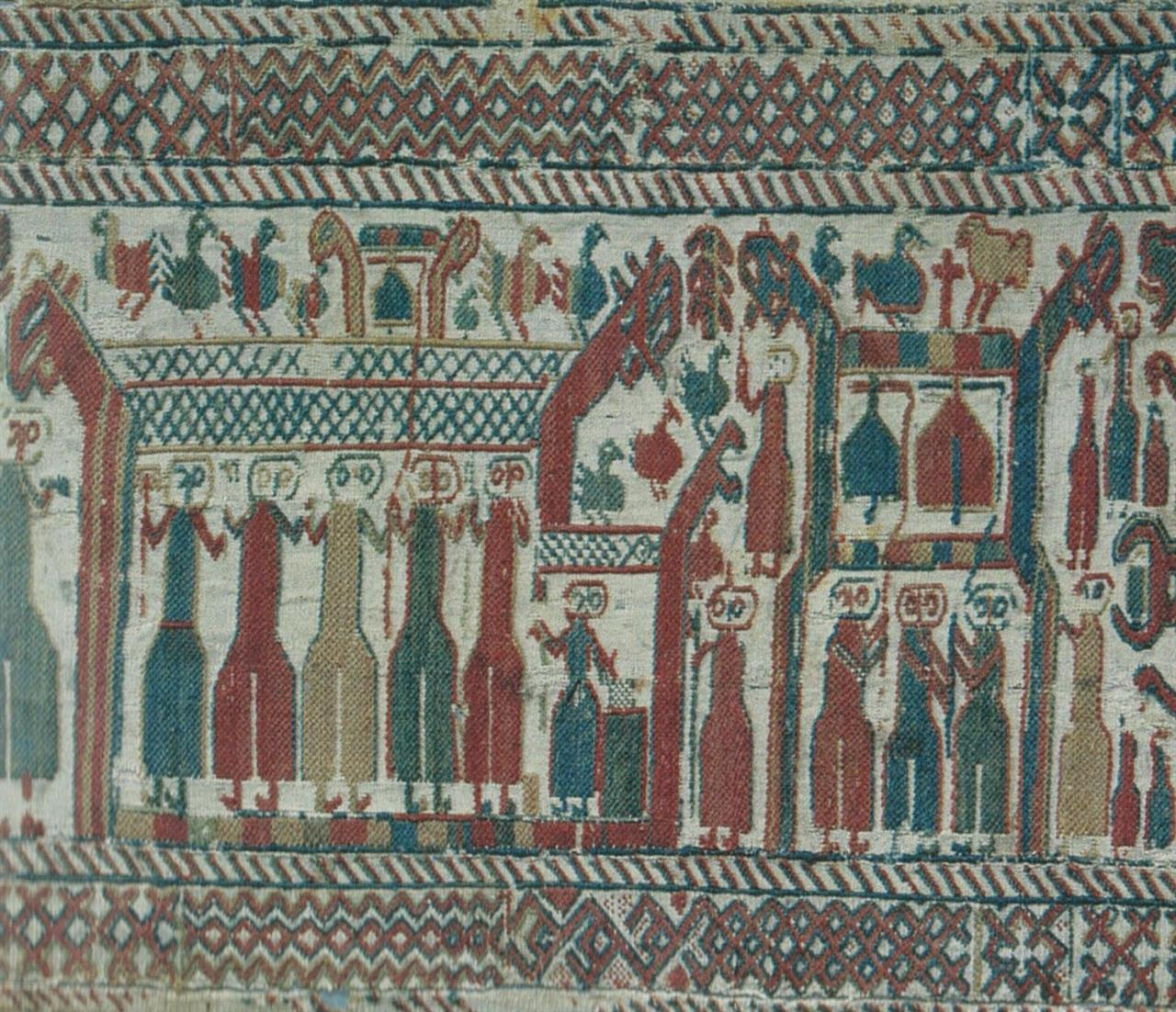
Del av Skogbonaden - klockorna i kyrkans klockstapel ringer in. Kyrkans kor till vänster

Skogbonaden (Skogstapeten) är en av Sveriges äldsta textila bonader, daterad till 1200-talet, som mäter cirka 35 centimeter i bredd och 175 centimeter i längd. Bonaden hittades 1912 i en kyrkbod vid Skogs kyrka i Hälsingland. Den vävdes i Nordsverige. Bonaden förvaras på Statens historiska museum i Stockholm. 

## Material
Bonaden är tillverkad i snärjväv (soumak) med ull på en vit linnebotten. Den är en av Sveriges äldsta växtfärgade textilier med rött, blått och gult från respektive växt; krapp,  vejde och mjölon. 

## Motiv

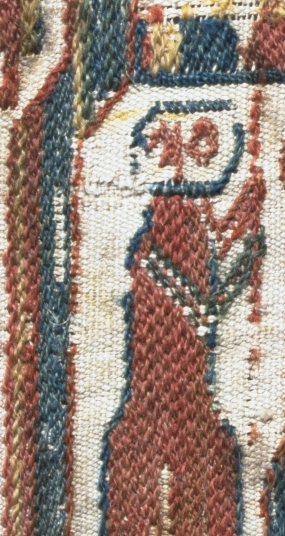
Närbild av klockaren.

Bonadens motiv har tolkats föreställa striden mellan hedendom och kristendom. Centralt placerat i bilden finns två byggnader som har förståtts föreställa en kyrkobyggnad och en mindre byggnad placerad till höger föreställande klockstapel. Byggnaderna är avbildade i genomskärning vilket gör kyrkans kor och klockringarna synliga.
En detalj visar hur människor och djur tar sig till gudstjänst i den klockringande kyrkan.

### Bonadens tre krönta gestalter

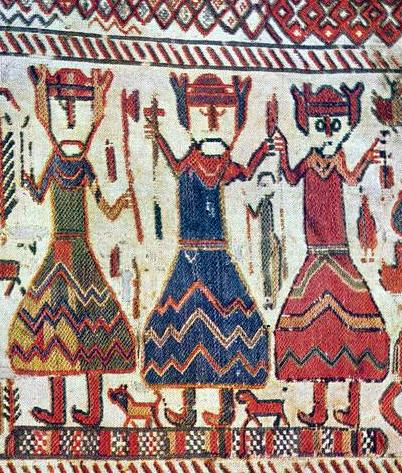
De tre krönta gestalterna på bonadens vänstra sida.

De tre krönta gestalterna i bonadens vänstra del har varit föremål för olika tolkningsförslag.
Erik Salvén tolkade 1923 de tre krönta gestalterna som de tre heliga kungarna från kristendomen. Agnes Branting och Andreas Lindblom (1928) valde senare att tolka dem som de nordiska nationalhelgonen Olof (Norge), Erik (Sverige) och Knut (Danmark), och 1944 anslöt sig Erik Salvén till denna åsikt.
Sten Anjou framförde 1935 tanken att figurerna på bonaden föreställde de tre asagudarna Tor, Oden och Frej. Bengt Thordeman anlöt sig 1948 och Vivi Sylvan 1949 till den här tolkningen. Sune Lindqvist tog 1951 avstånd från denna tanke och föreställde sig figurerna som helgonkungarna Olof, Erik och Knut. Asagudarna kunde ha befunnit sig på bonadens högra sida  Nils Sundquist var vacklande men anslöt sig senare till tanken att bonaderna föreställde helgonkungarna.
Docent Berndt Gustafsson anslöt sig 1965 till asagudsteorin när han skrev avsnittet om Sveriges kristnande i tiobandsverket Den svenska historien.
Margareta Nockert och Anne Marie Franzén slog i boken Bonaderna från Skog och Överhogdal fast att det troligen rör sig om de tre helgonkungarna i enighet med Branting-Linbloms teori. En analys av bottentyget visar att figuren till vänster som tidigare har antagits vara Oden eftersom han bara har ett öga, från början har haft två ögon.

## Betydelse som inspirationskälla
Skogbonaden har då och då inspirerat konstnärer och konsthantverkare. Ett exempel från 1998 är Britta Carlströms utsmyckning av Gamla stans tunnelbanestation i Stockholm. En konstnär som arbetat extra mycket med denna motivvärld är Margareta Gisselson i Lingbo.